# Apeadeiro de Salreu
O Apeadeiro de Salreu é uma gare ferroviária da Linha do Norte, que serve a localidade de Salreu, no concelho de Estarreja, em Portugal.

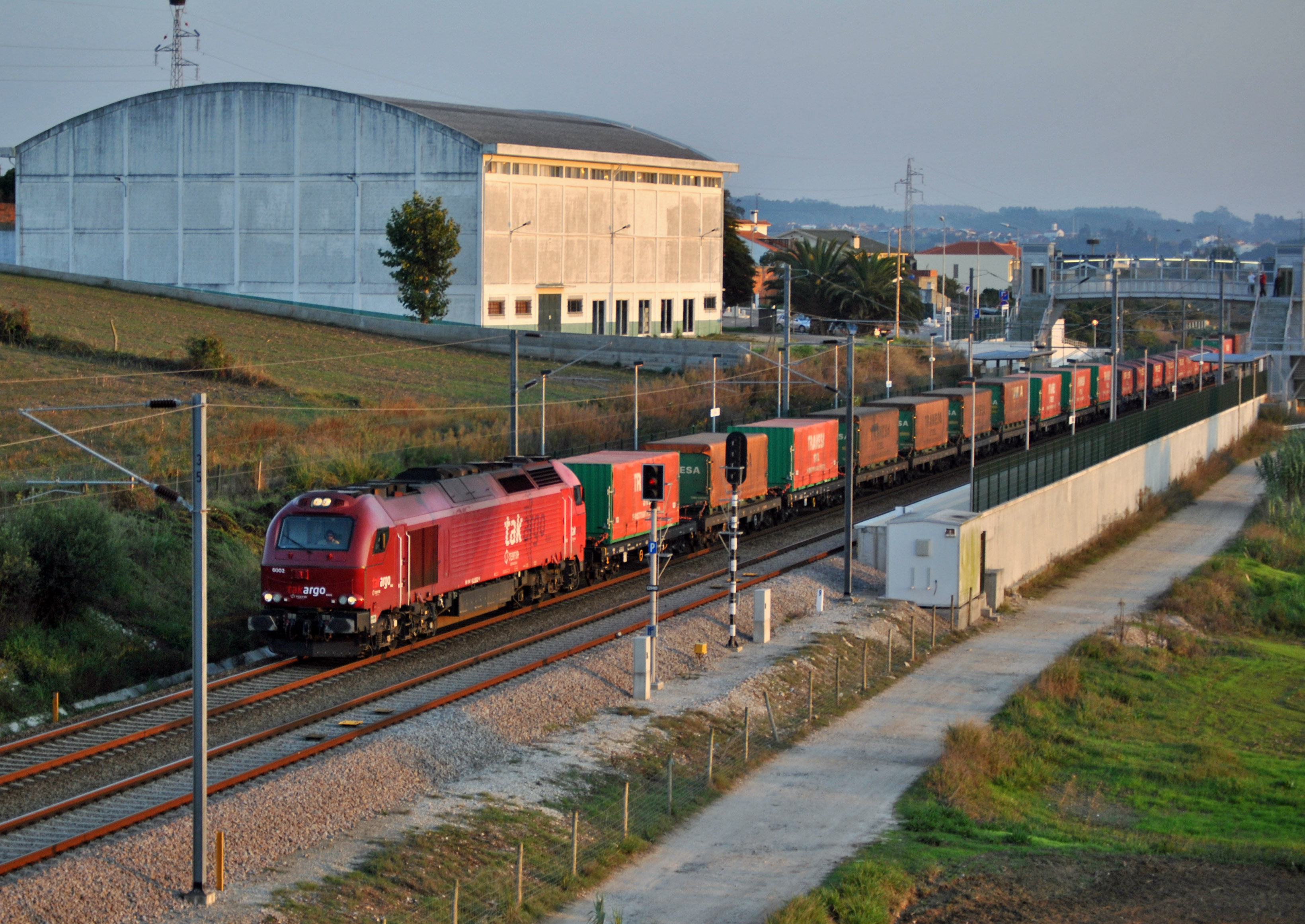
Comboio de mercadorias a passar pelo apeadeiro de Salreu, em 2010

## Descrição

### Localização e acessos
Este apeadeiro tem acesso pela Rua Associação Cultural de Salreu, em Vale da Rama, no concelho de Estarreja; dista pouco mais de um quilómetro do centro da localidade nominal (Matriz, em São Martinho).

### Infraestrutura
Como apeadeiro numa linha de via dupla, esta interface apresenta-se nas duas vias de circulação (I e II) cada uma acessível por plataforma — ambas com de 148 m de comprimento e 90 cm de altura.
Situa-se junto a esta estação a substação de tração de Salreu, contratada à C.P., que assegura aqui a eletrificação de parte da Linha do Norte e de todo o Ramal do Porto de Aveiro, entre as zonas neutras de Curia e de Aguda e o término do troço eletrificado, no Porto de Aveiro; complementarmente existe também a zona neutra de Salreu que divide em duas partes, isolando-as, o referido troço da rede alimentado por esta subestação.

### Serviços
Em dados de 2023, esta interface é servida por comboios de passageiros da C.P. de tipo urbano no serviço “Linha do Aveiro”, tipicamente com 19 circulações diárias em cada sentido entre Porto - São Bento ou Porto-Campanhã e Aveiro; passam sem parar nesta interface 21 circulações diárias do mesmo serviço.

## História

### Inauguração
Este apeadeiro situa-se no troço da Linha do Norte entre Estarreja e Taveiro, que foi aberta à exploração pela Companhia Real dos Caminhos de Ferro Portugueses em 10 de Abril de 1864.

### Século XXI
Em 2003, previa-se que tanto este apeadeiro como o de Canelas fossem encerrados e substituídos por um novo, no âmbito de um projecto de remodelação da Linha do Norte; esta solução foi contestada pela autarquia de Estarreja e pelas populações locais, pelo que a Rede Ferroviária Nacional decidiu construir uma nova interface que servisse a povoação de Salreu, e remodelar o apeadeiro de Canelas.
Em dezembro de 2022, esta interface viu a sua tipologia decrementada do escalão C (que detinha desde pelo menos julho de 2021) para o escalão D.